# Howk

s
Howk – wieś w Armenii, w prowincji Tawusz. W 2011 roku liczyła 435 mieszkańców.